# Kantongerecht Zuidhorn
Het kantongerecht Zuidhorn was van 1838 tot 1934 een van de kantongerechten in Nederland. Het gerecht in Zuidhorn was bevoegd voor het Westerkwartier. Het gerechtsgebouw uit 1883 is een rijksmonument.

## Het kanton
Zuidhorn was in de Franse tijd aangewezen als hoofdplaats van een van de kantons in de provincie Westereems. Bij de invoering van het kantongerecht als onderste laag van de rechterlijke macht in Nederland in 1838 werd de vrederechter vervangen door de kantonrechter. Zijn kanton, het derde kanton van het arrondissement Groningen, omvatte het gehele Westerkwartier. Het was een samensmelting van het oude kanton Zuidhorn en het kanton De Leek, die beide in 1811 gesticht waren.
Het nieuwe kanton Zuidhorn omvatte de gemeenten Zuidhorn, Aduard, Ezinge, Grijpskerk, Oldehove, Hoogkerk, Grootegast, Oldekerk, Marum en de Leek. Bij de herindeling in 1877 bleef het kanton ongewijzigd. Door de opheffing van het kanton Hoogezand werd Zuidhorn nu het tweede kanton van Groningen. Het was en bleef een kantongerecht der 3de klasse.
In de jaren dertig van de twintigste eeuw vond een tweede herindeling plaats in juridisch Nederland. Bij deze bezuinigingsoperatie sneuvelde Zuidhorn. Het gehele kanton werd toegevoegd aan het kanton Groningen.

## Het gebouw
Het kantongerecht in Zuidhorn is ontworpen door J.F. Metzelaar. Het was een van zijn laatste ontwerpen voordat zijn zoon zijn werk als hoofdingenieur bij Justitie overnam. Het gebouw, in een eclectische stijl, met een neogotische uitstraling, is een rijksmonument. Metselaar paste dit serieontwerp ook onder andere toe bij het Kantongerecht Alphen aan den Rijn, Apeldoorn, Geldermalsen, Hilversum, Ommen en Oud-Beijerland.